# X-Men: The Ravages of Apocalypse
X-Men: The Ravages of Apocalypse, sviluppato dalla Zero Gravity Entertainment e pubblicato dalla WizardWorks Software, è una mod ufficiale del motore di gioco di Quake. Nel gioco i nemici che deve affrontare il giocatore sono dei cyborg cloni dei personaggi di X-Men. Per poter essere utilizzato, il videogioco ha bisogno della versione completa di Quake.

## Personaggi giocabili
- Wolverine
- Colosso
- Bestia
- Sabretooth
- Fenomeno
- Jean Grey
- Tempesta